# Franse parlementsverkiezingen 1946 (juni)

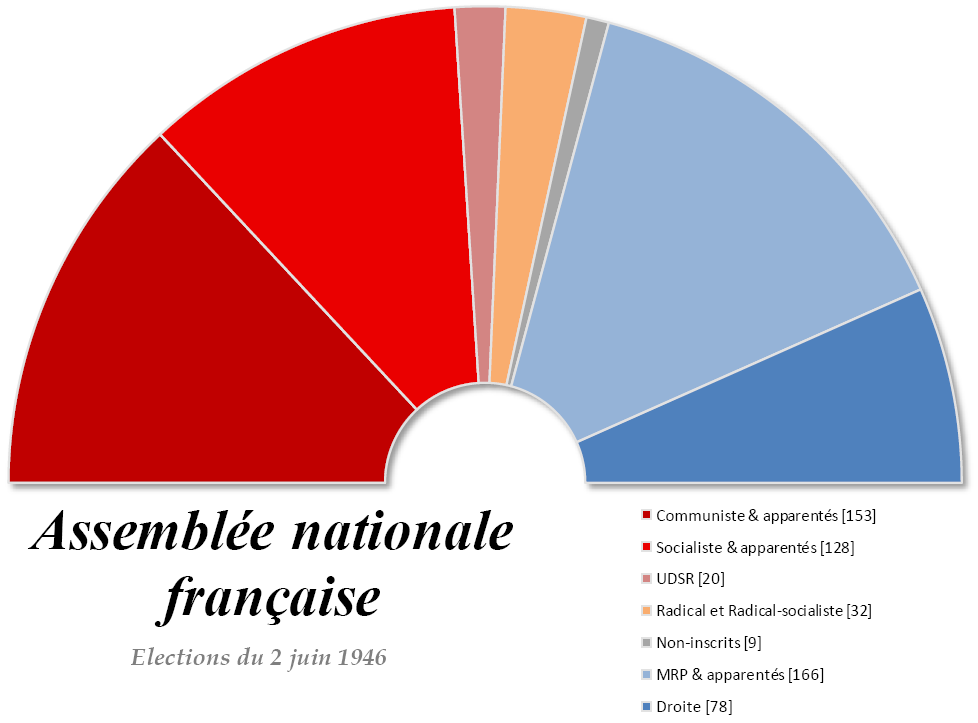

In juni 1946 werden er parlementsverkiezingen in Frankrijk gehouden.

## Uitslag
| Partij | %     | Zetels |
| --- | ----- | ------ |
| Republikeinse Volksbeweging (Mouvement Républicain Populaire)                                             | 28,2% | 166    |
| Communistische Partij van Frankrijk (Parti Communiste Français)                                           | 25,9% | 153    |
| Franse Sectie van de Arbeiders Internationale (Section Française de l'Internationale Ouvrière)            | 21,1% | 128    |
| Nationaal Centrum van Onafhankelijken en Boeren (Centre National des Indépendants et Paysans)             | 12,8% | 78     |
| Republikeinse Radicalen en Radicaal-Socialistische Partij (Républicains Radicaux et Radicaux-Socialistes) | 11,6% | 52     |
| Anderen                                                                                                   | 0,1%  | 9      |